# 尤斯莱尼丝·埃雷拉
尤斯莱尼丝·埃雷拉（西班牙語：Yusleinis Herrera，1984年3月12日—），古巴女子排球运动员。她曾代表古巴国家队参加2008年夏季奥林匹克运动会排球比赛，结果队伍获得第四名，无缘奖牌。